# Kultura sumnagińska
Kultura sumnagińska – nazwa niniejszej jednostki kulturowej związana jest z nazwą eponimicznego stanowiska Sumnagin. Zespół zjawisk kulturowych utożsamianych z omawianą kulturą obejmował swym zasięgiem obszary północno-wschodniej Syberii m.in. stanowisko Biełkaczi. Rozwój owej jednostki kulturowej wyznaczają daty od ok. 9 do ok. 6 tys. lat temu. Inwentarz kamienny w owej kulturze reprezentowany jest przez zbrojniki, do których wytworzenia posługiwano się techniką mikrowiórową z udziałem kościanych naciskaczy. Inwentarz kościany reprezentowany jest przez ostrza z rozszczepioną podstawą. Gospodarka kultury sumnagińskiej opierała się na polowaniach na jelenie, sarny, niedźwiedzie brunatne, a także ptaki. Strategie pozyskiwania pożywienia uzupełniane były przez rybołówstwo i zbieractwo.